# Битка на Саурском пољу
Битка на Саурском пољу код Балша недалеко од Берата у данашњој Албанији, вођена је 18.09. 1385. године, између српских и османских снага послатих од стране Хајредин-паше. Османлије, су потукле далеко слабије српске снаге, предвођене Балшом II Балшићем и Иванишом Мрњавчевићем, који су у борбама и погинули. По Орбину, Османлије су одсекле Балшину главу и послали је Хајредину, намеснику Мурата I у Македонији и суседним областима.
Битка је директна последица Балшиног сукоба са кнезом Карлом Топијом. Током 1385. године, Балшић је заузео Драч, после чега се Топија окренуо Османлијама и затражио од Мурата I војну помоћ у борби против Балшића. Он је после битке повратио власт над Драчем, али га је већ идуће године понудио Млечанима, у замену за поседе на Криту и Еубеји. Отоманска победа у овој бици, приморала је локалне господаре да признају врховну власт османског султана.
Према речима дубровачког хроничара Мавра Орбинија битка је изгледала овако: "У то време дође велика турска војска до Београда у Романији и навали на Балшину земљу, те похара један њен део. Кад је то дознао Балша, одмах крене из Драча не чекајући да сакупи много људства, па са хиљаду коњаника даде се у потеру за Турцима. Будући да су они били далеко бројнији од Зећана, Балшу је његова властела саветовала да избегава битку док не сакупи јачу војску. Но он, како је био веома одважан, није хтео послушати добар савет који су му давали ни водити рачуна о опасности којој се излагао, него је донео одлуку да удари на непријатеља. Заметнувши, дакле, битку код реке Војуше, у покрајини званој Грекот и на Поповом пољу које се налази у поменутој покрајини, би поражен од Турака и убијен у борби. У тој бици борио се веома храбро заједно с неким својим људима и замало да није издржао напад непријатеља, чији се број пео на пет хиљада и од којих су многи ту изгинули. И с Балшине стране пало их је много, а неки су били заробљени. Међу осталим био је убијен његов војвода Ђурађ Крвавчић, врстан ратник, и Иваниш, син краља Вукашина. Балши Турци одсекоше главу и однесоше је Каријатину (Хајредин-паши), Турчину који је држао оне крајеве Македоније и Романије у име турског султана Мурата." Иван Јастребов наводи податак да је Балша погинуо на реци Војуши, а глава му је однесена султану у Једрене.